# Max-Planck-Institut für Eiweiß- und Lederforschung
Das Max-Planck-Institut für Eiweiß- und Lederforschung in München ging aus einem im September 1922 unter Beteiligung des Centralvereins der Deutschen Lederindustrie und der Kaiser-Wilhelm-Gesellschaft gegründetem Kaiser-Wilhelm-Institut für Lederforschung (KWI für Lederforschung) in Dresden hervor. Es war eines der drei Max-Planck-Institute, aus deren Zusammenlegung 1973 das Max-Planck-Institut für Biochemie (MPIB) in Martinsried bei München entstand. Seit 1973 existiert das Max-Planck-Institut für Eiweiß- und Lederforschung nicht mehr.

## Geschichtliche Entwicklung
Erster Direktor des KWI für Lederforschung in Dresden war Max Bergmann, der als Jude 1933 entlassen wurde und emigrieren musste. Sein Nachfolger wurde Wolfgang Grassmann, Schüler von Richard Willstätter und Heinrich Wieland. Das 1938–1942 ausgebaute Institut in Dresden wurde am 13./14. Februar 1945 durch einen anglo-amerikanischen Fliegerbombenangriff vollständig zerstört. Hauptarbeitsgebiet waren Verbesserungen der Gerbtechnik zur effizienten Lederproduktion.
1948/49 wurde als Folge-Institut zunächst die Forschungsstelle für Eiweiß und Leder in Regensburg betrieben und ab 1954 konnten im neugegründeten Max-Planck-Institut für Eiweiß- und Lederforschung in Regensburg unter seinem Direktor Wolfgang Grassmann Arbeiten an der Lederforschung wieder aufgenommen werden. Ab 1957 übersiedelte das Institut in die Räume der Physiologischen Chemie der Medizinischen Fakultät der Ludwig-Maximilians-Universität in München. Hauptarbeitsgebiet wurden Strukturaufklärungen am Bindegewebsprotein Kollagen. Der letzte Institutsdirektor war ab 1966 Klaus Kühn, der 1973 die Zusammenführung in das Max-Planck-Institut für Biochemie begleitete und dort die aus dem Max-Planck-Institut für Eiweiß- und Lederforschung hervorgegangene Abteilung für Bindegewebsforschung weiter leitete.

## Einzelbelege
1. ↑  Florian Schmaltz: Kampfstoff-Forschung im Nationalsozialismus: zur Kooperation von Kaiser-Wilhelm-Instituten, Militär und Industrie, (= Geschichte der Kaiser-Wilhelm-Gesellschaft im Nationalsozialismus Band 11), Wallstein Verlag, 2005, S. 292 (auszugsweise in Google-Books).
2. ↑  Vgl. dazu Anne Sudrow: Dresden–München. Das Max-Planck-Institut für Eiweiß- und Lederforschung. In: Peter Gruß, Reinhard Rürup (Hrsg.): Denkorte. Max-Planck-Gesellschaft und Kaiser-Wilhelm-Gesellschaft. Brüche und Kontinuitäten 1911–2011. Berlin 2010, S. 214–221.
3. ↑  Florian Schmaltz: Kampfstoff-Forschung im Nationalsozialismus: zur Kooperation von Kaiser-Wilhelm-Instituten, Militär und Industrie, (= Geschichte der Kaiser-Wilhelm-Gesellschaft im Nationalsozialismus Band 11), Wallstein Verlag, 2005, S. 293–295 (auszugsweise in Google-Books).
4. 1 2  Bernhard Vom Brocke, Hubert Laitko: Die Kaiser-Wilhelm-/Max-Planck-Gesellschaft und ihre Institute: Das Harnack-Prinzip, Walter de Gruyter, 1996, S. 318 (auszugsweise in Google-Books).
5. ↑  Heinz Jagodzinski: Fritz-Henning Laves. 1978 (PDF).